# Talladega
La ville de Talladega (en anglais [ˌtæləˈdɪɡə]) est le siège du comté de Talladega, dans l’État de l’Alabama, aux États-Unis. Sa population s’élevait à 15 676 habitants lors du recensement de 2010, estimée à 15 291 habitants en 2018.
Le nom de la ville signifie « à la frontière » en creek.

## Démographie
| 1850  | 1870  | 1880  | 1890  | 1900  | 1910  | 1920  | 1930  |
| ----- | ----- | ----- | ----- | ----- | ----- | ----- | ----- |
| 1 320 | 1 933 | 1 233 | 2 063 | 5 056 | 5 854 | 6 546 | 7 596 |

| 1940  | 1950   | 1960   | 1970   | 1980   | 1990   | 2000   | 2010   |
| ----- | ------ | ------ | ------ | ------ | ------ | ------ | ------ |
| 9 298 | 13 134 | 17 742 | 17 662 | 19 128 | 18 175 | 15 143 | 15 676 |

## Transports
Talladega possède un aéroport (Talladega Municipal Airport, code AITA : ASN).

## Curiosités touristiques
- Talladega Superspeedway, un complexe sportif automobile,
- Le Swayne Hall[6] situé dans le Talladega College, deux National Historic Landmarks créés en 1974.

## Personnalité liée à la ville
- Gertrude Michael (1911-1964), actrice, est née à Talladega.

## Établissement pénitentiaire fédéral
L'établissement pénitentiaire fédéral (FCI Talladega) est une prison fédérale de moyenne sécurité des États-Unis pour les détenus de sexe masculin en Alabama. Il est géré par le Federal Bureau of Prisons, une division du Département de la justice des États-Unis. L'établissement comprend également un camp de satellites de sécurité minimale adjacent qui abrite également des délinquants de sexe masculin.
Le 21 août 1991, 121 détenus cubains incarcérés ont organisé des émeutes et ont pris possession de l'établissement pour empêcher leur déportation vers Cuba.